# Tour de France 1963
Il Tour de France 1963, cinquantesima edizione della Grande Boucle, si svolse in ventuno tappe tra il 23 giugno e il 14 luglio 1963, per un percorso totale di 4 137 km. 
Fu vinto per la quarta volta (e terza consecutiva) dal passista-cronoman francese Jacques Anquetil (al quinto podio alla Grande Boucle, considerando pure la terza posizione da lui conseguita nell'edizione del 1959). 
Si trattò della ventiquattresima edizione della corsa a tappe francese vinta da un corridore di casa.
All'epoca Anquetil divenne il corridore più titolato della storia al Tour de France con quattro trionfi. Egli batté, infatti, il primato di tre vittorie detenuto da Philippe Thys e Louison Bobet.
Nel 1963, con alle spalle già le vittorie di un Giro d'Italia (1960) e tre Tour de France (1957-1961-1962), Anquetil riuscì a diventare il primo corridore della storia a compiere l'accoppiata vincente Tour de France-Vuelta a Espana nello stesso anno; questa impresa sarà eguagliata soltanto nel 1978 da Bernard Hinault e nel 2017 da Christopher Froome.
Proprio la vittoria nella corsa a tappe spagnola del 1963 ha fatto diventare Anquetil il primo corridore della storia ad ottenere la tripla corona, ossia la vittoria in almeno una edizione dei tre Grandi Giri. Soltanto altri sei ciclisti hanno ottenuto la tripla corona, finora, dopo Jacques Anquetil: Felice Gimondi, Eddy Merckx, Bernard Hinault, Alberto Contador, Vincenzo Nibali e Chris Froome.
Anquetil terminò le sue fatiche sui roventi asfalti transalpini con il tempo di 113h30'05", precedendo due corridori spagnoli. 
Lo scalatore Federico Bahamontes (per la seconda volta al podio di Parigi dopo la vittoria nell'edizione del 1959) si piazzò al decondo posto della classifica generale. 
Il passista José Pérez Francés (all'unico podio della carriera nella Grande Boucle) si piazzò al terzo posto della classifica generale.

## Tappe

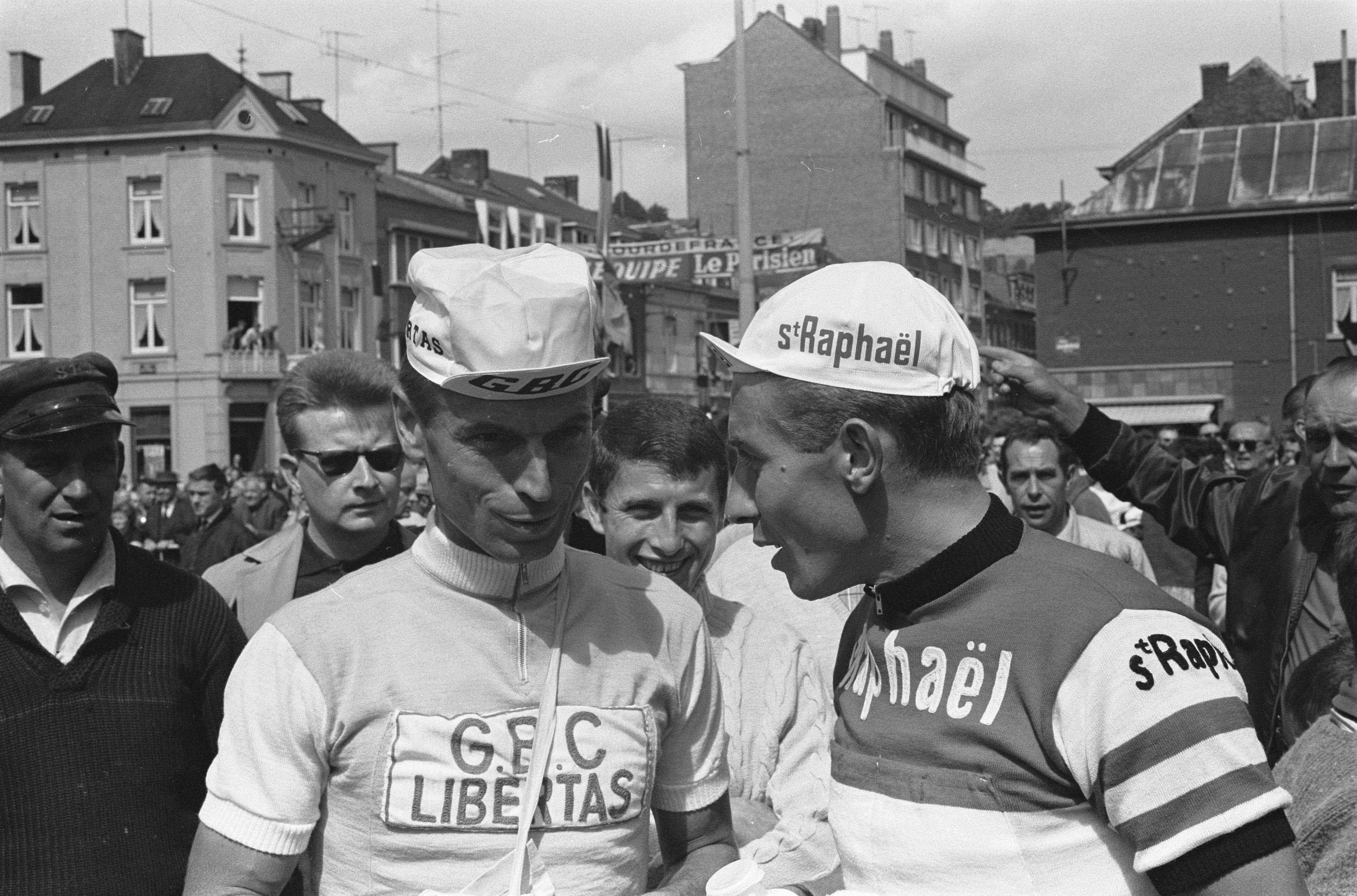
Rik Van Looy e Jacques Anquetil prima dell'inizio della quinta tappa a Rouen

| Tappa  | Data      | Percorso                              | km    | Vincitore di tappa       | Leader cl. generale |
| ------ | --------- | ------------------------------------- | ----- | ------------------------ | ------------------- |
| 1ª     | 23 giugno | Nogent-sur-Marne > Épernay            | 152,5 | Eddy Pauwels             | Eddy Pauwels        |
| 2ª-1ª  | 24 giugno | Reims > Jambes                        | 185,5 | Rik Van Looy             | Eddy Pauwels        |
| 2ª-2ª  | 24 giugno | Jambes > Jambes (cron. a squadre)     | 21,5  | Pelforth-Sauvage-Lejeune | Eddy Pauwels        |
| 3ª     | 25 giugno | Jambes > Roubaix                      | 223,5 | Seamus Elliott           | Seamus Elliott      |
| 4ª     | 26 giugno | Roubaix > Rouen                       | 235,5 | Frans Melckenbeeck       | Seamus Elliott      |
| 5ª     | 27 giugno | Rouen > Rennes                        | 285   | Antonio Bailetti         | Seamus Elliott      |
| 6ª-1ª  | 28 giugno | Rennes > Angers                       | 118,5 | Roger de Breucker        | Seamus Elliott      |
| 6ª-2ª  | 28 giugno | Angers > Angers (cron. individuale)   | 24,5  | Jacques Anquetil         | Gilbert Desmet      |
| 7ª     | 29 giugno | Angers > Limoges                      | 236   | Jan Janssen              | Gilbert Desmet      |
| 8ª     | 30 giugno | Limoges > Bordeaux                    | 231,5 | Rik Van Looy             | Gilbert Desmet      |
| 9ª     | 1º luglio | Bordeaux > Pau                        | 202   | Pino Cerami              | Gilbert Desmet      |
| 10ª    | 2 luglio  | Pau > Bagnères-de-Bigorre             | 148,5 | Jacques Anquetil         | Gilbert Desmet      |
| 11ª    | 3 luglio  | Bagnères-de-Bigorre > Luchon          | 131   | Guy Ignolin              | Gilbert Desmet      |
| 12ª    | 4 luglio  | Luchon > Tolosa                       | 207,5 | André Darrigade          | Gilbert Desmet      |
|        | 5 luglio  | giorno di riposo                      |       |                          |                     |
| 13ª    | 6 luglio  | Tolosa > Aurillac                     | 234   | Rik Van Looy             | Gilbert Desmet      |
| 14ª    | 7 luglio  | Aurillac > Saint-Étienne              | 236,5 | Guy Ignolin              | Gilbert Desmet      |
| 15ª    | 8 luglio  | Saint-Étienne > Grenoble              | 174   | Federico Bahamontes      | Gilbert Desmet      |
| 16ª    | 9 luglio  | Grenoble > Val-d'Isère                | 202   | Fernando Manzaneque      | Federico Bahamontes |
| 17ª    | 10 luglio | Val-d'Isère > Chamonix                | 227,5 | Jacques Anquetil         | Jacques Anquetil    |
| 18ª    | 11 luglio | Chamonix > Lons-le-Saunier            | 225   | Frans Brands             | Jacques Anquetil    |
| 19ª    | 12 luglio | Arbois > Besançon (cron. individuale) | 54,5  | Jacques Anquetil         | Jacques Anquetil    |
| 20ª    | 13 luglio | Besançon > Troyes                     | 233,5 | Roger de Breucker        | Jacques Anquetil    |
| 21ª    | 14 luglio | Troyes > Parigi                       | 185,5 | Rik Van Looy             | Jacques Anquetil    |
| Totale | Totale    | Totale                                | 4 137 |                          |                     |

## Squadre e corridori partecipanti
| N.    | Cod. | Squadra                  |
| ----- | ---- | ------------------------ |
| 1-10  | SRP  | Saint-Raphaël-Gitane     |
| 11-20 | MER  | Mercier-BP-Hutchinson    |
| 21-30 | FAE  | Faema-Flandria           |
| 31-40 | WIE  | Wiel's-Groene Leeuw      |
| 41-50 | MAR  | Margnat-Paloma-Dunlop    |
| 51-60 | CAR  | Carpano                  |
| 61-70 | PEL  | Pelforth-Sauvage-Lejeune |

| N.      | Cod. | Squadra               |
| ------- | ---- | --------------------- |
| 71-80   | FER  | Ferrys                |
| 81-90   | GBC  | G.B.C.-Libertas       |
| 91-100  | IBM  | I.B.A.C.-Molteni      |
| 101-110 | KAS  | KAS-Kaskol            |
| 111-120 | PEU  | Peugeot-BP-Englebert  |
| 121-130 | SOL  | Solo-Terrot-Englebert |

## Resoconto degli eventi
Al Tour 1963 parteciparono 130 corridori, dei quali 76 giunsero a Parigi.  Le squadre partecipanti, 13 di dieci corridori ciascuna, furono 5 francesi, 4 belghe, 2 italiane e 2 spagnole.  Dei 130 corridori, 45 erano belgi, 29 francesi, 26 spagnoli, 19 italiani, 4 olandesi, 3 tedeschi, 1 lussemburghese, 1 irlandese, 1 svizzero e 1 britannico.
Il belga Rik Van Looy e il normanno Jacques Anquetil furono i corridori che vinsero il maggior numero di tappe in questa edizione della Grande Boucle: quattro vittorie ciascuno su ventitré frazioni.
Anquetil acquisì la maglia gialla al termine della diciannovesima tappa, strappandola allo scalatore spagnolo Federico Bahamontes, che l'aveva conquistata soltanto il giorno prima.
Sulle ventitre frazioni previste (considerando come unità nel computo totale anche le semitappe), Anquetil fu maglia rosa alla fine delle ultime cinque tappe.
Anquetil vincerà una quinta ed ultima volta al Tour nell'edizione successiva del 1964.

## Classifiche finali

### Classifica generale - Maglia gialla
| Pos. | Corridore           | Squadra        | Tempo      |
| ---- | ------------------- | -------------- | ---------- |
| 1    | Jacques Anquetil    | Saint-Raphaël  | 113h30'05" |
| 2    | Federico Bahamontes | Margnat        | a 3'35"    |
| 3    | José Pérez Francés  | Ferrys         | a 10'14"   |
| 4    | Jean-Claude Lebaube | Saint-Raphaël  | a 11'55"   |
| 5    | Armand Desmet       | Faema-Flandria | a 15'00"   |
| 6    | Angelino Soler      | Faema-Flandria | a 15'04"   |
| 7    | Renzo Fontona       | IBAC-Molteni   | a 15'27"   |
| 8    | Raymond Poulidor    | Mercier        | a 16'46"   |
| 9    | Hans Junkermann     | Wiel's         | a 18'53"   |
| 10   | Rik Van Looy        | GBC-Libertas   | a 19'24"   |

### Classifica a punti - Maglia verde
| Pos. | Corridore           | Squadra       | Punti |
| ---- | ------------------- | ------------- | ----- |
| 1    | Rik Van Looy        | GBC-Libertas  | 275   |
| 2    | Jacques Anquetil    | Saint-Raphaël | 138   |
| 3    | Federico Bahamontes | Margnat       | 123   |
| 4    | Benoni Beheyt       | Wiel's        | 111   |
| 5    | José Pérez Francés  | Ferrys        | 81    |

### Classifica scalatori
| Pos. | Corridore           | Squadra       | Punti |
| ---- | ------------------- | ------------- | ----- |
| 1    | Federico Bahamontes | Margnat       | 147   |
| 2    | Raymond Poulidor    | Mercier       | 70    |
| 3    | Guy Ignolin         | Saint-Raphaël | 68    |
| 4    | Claude Mattio       | Margnat       | 51    |
| 5    | Jacques Anquetil    | Saint-Raphaël | 47    |

### Classifica a squadre
| Pos. | Squadra              | Tempo      |
| ---- | -------------------- | ---------- |
| 1    | Saint-Raphaël-Gitane | 340h35'25" |
| 2    | Pelforth-Sauvage     | a 36'49"   |
| 3    | Faema-Flandria       | a 43'13"   |
| 4    | Wiel's-Groene Leeuw  | a 59'03"   |
| 5    | Ferrys               | s.t.       |